# Musei della Valle d'Aosta
In Valle d'Aosta sono presenti numerosi musei, la maggior parte dei quali raccolgono la storia e le reliquie delle parrocchie o il patrimonio etnografico locale.
Tra i principali musei figurano: il polo museale del Forte di Bard, con il Museo delle Alpi, il Museo dell'artigianato valdostano di tradizione, il Museo archeologico regionale, il Museo del Tesoro della Cattedrale di Aosta, la Maison de Mosse di Avise, la Maison-musée Jean-Paul II alle Combes d'Introd e il Museo alpino Duca degli Abruzzi di Courmayeur.
Sul territorio valdostano si possono anche trovare numerosi musei etnografici, quali la Maison Bruil a Introd, la Maison-musée Berton a La Thuile e la Maison des anciens remèdes a Jovençan.
Segue l'elenco in ordine alfabetico delle località in cui sono presenti i musei della regione Valle d'Aosta:

## Allein
- Mèizoùn di carnaval de la Coumba frèida

## Antey-Saint-André
- Museo etnografico "Un tempo la veillà nella stalla"

## Ayas
- Museo di arte sacra di Ayas, Champoluc e Antagnod
- Li Tsacolé d'Ayas

## Aosta
- Area megalitica di Saint-Martin-de-Corléans, museo e parco archeologico
- Museo archeologico regionale della Valle d'Aosta
- Museo del Tesoro della Cattedrale
- Museo del Tesoro di Sant'Orso
- esposizione permanente Innocenzo Manzetti: l'inventore e il suo automa al Centro Saint-Bénin

## Arnad
- Museo parrocchiale di Arnad

## Avise
- Maison de Mosse, in località Runaz
- Museo parrocchiale di Avise

## Bard
- Ecomuseo della castagna

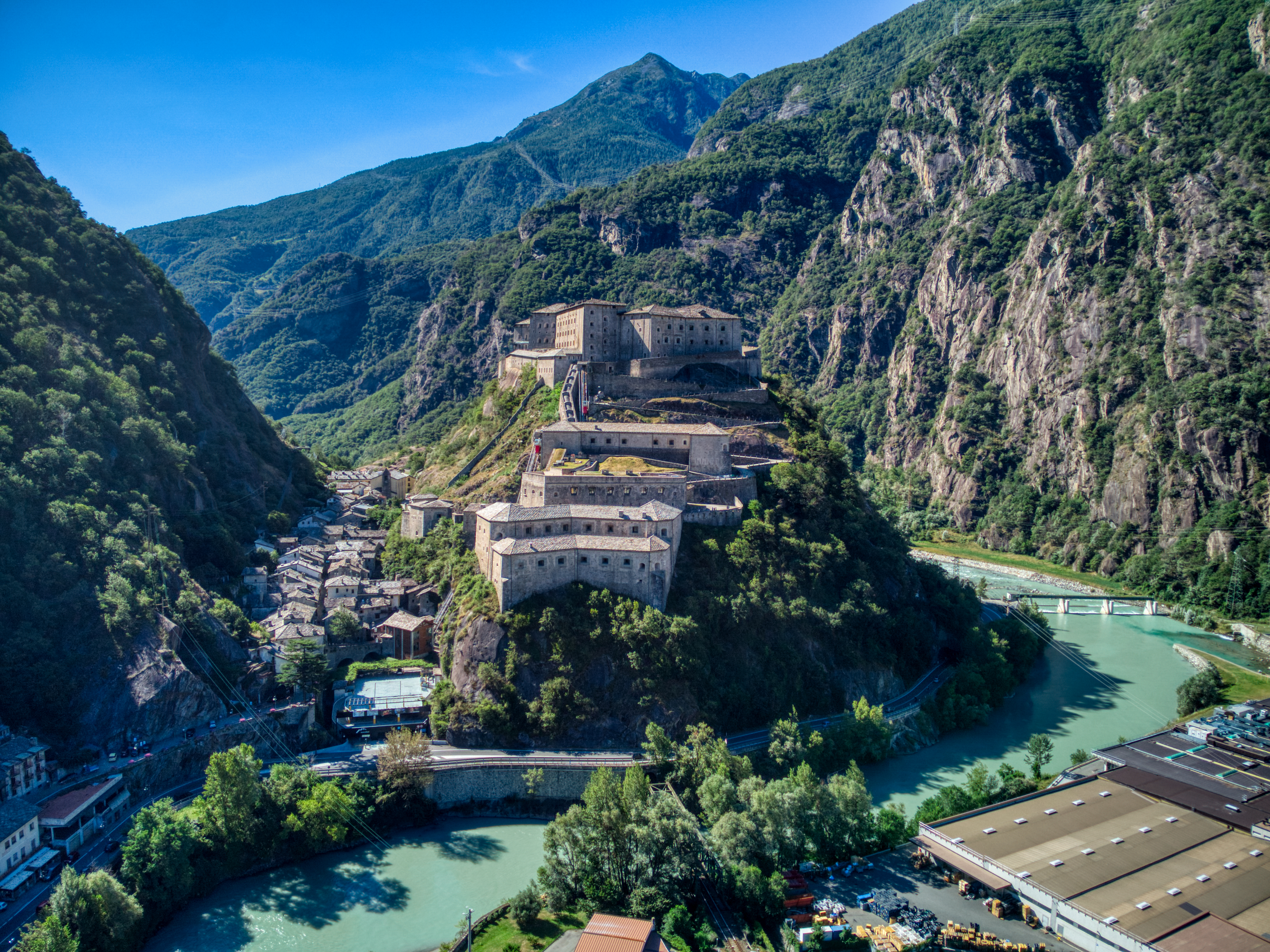
Forte di Bard

- Il Ferdinando. Museo delle Fortificazioni e delle Frontiere
- Le Alpi dei Ragazzi
- Le prigioni. Spazio museale permanente sulla storia del Forte di Bard
- Museo delle Alpi

## Breuil-Cervinia
- Capanna Luigi Amedeo di Savoia, (Museo del Cervino), Place des Guides
- Museo "Una montagna di lavoro", Plateau Rosa

## Brusson
- Centro di documentazione "Joseph Herbet", Museo della miniera di Chamousira

## Chambave
- Museo parrocchiale di Chambave[1]

## Champdepraz
- Museo del Centro visitatori del Parco naturale del Mont Avic, (località Chevrère, villaggio Covarey)
- Museo civico di Champdepraz, in località Chef-lieu, 4[2]

## Champorcher
- Ecomuseo della canapa, in località Chardonney
- Mostra sulla lavorazione della canapa
- Centro visitatori del Parco Regionale del Mont Avic

## Châtillon
- Castello Gamba
- Museo del miele, presso l'ex Hôtel Londres

## Cogne
- Mostra permanente dello scultore Dorino Ouvrier, in via César-Emmanuel Grappein
- Mostra permanente del pizzo al tombolo "I merletti di Cogne" de Les Dentellières de Cogne, nella Mèison di pitz, in via César-Emmanuel Grappein
- Museo etnografico Maison de Cogne Gérard Dayné, in rue Sonville
- Centro visitatori del Parco nazionale del Gran Paradiso Alpinart: "La miniera di Cogne..."

## Courmayeur
- Museo alpino Duca degli Abruzzi, in piazza abbé Joseph-Marie Henry

## Donnas
- Ecomuseo della latteria turnaria di Tréby (Confrérie du Saint-Esprit et de la laiterie de Tréby)
- Museo della vite e del vino

## Doues
- Museo dell'Alpino

## Émarèse
- Centro studi abbé Joseph-Marie Trèves, a Érésaz

## Étroubles
- Museo all'aperto À Étroubles, avant toi sont passés...
- Museo del tesoro della parrocchia

## Fénis
- Museo dell'artigianato valdostano di tradizione (MAV), in località Chez-Sapin, 86.

## Fontainemore
- Ecomuseo della media montagna, in località Pra-dou-Sas.

## Gressan
- Académie Saint-Anselme, presso la Tour Saint-Anselme, nel villaggio La Bagne
- Maison Gargantua, nel villaggio La Moline

## Gressoney-La-Trinité
- Ecomuseo Walser (Casa Rurale - Puròhus, Casa Museo - Pòtzschhus, Baita di Binò Alpelté)

## Gressoney-Saint-Jean
- Museo regionale della fauna alpina, nella località Predeloasch

## Introd
- Maison-musée Jean-Paul II, in località Les Combes d'Introd
- Museo etnografico Maison Bruil - Maison de l'alimentation, a Villes-dessus
- Museo parrocchiale di arte sacra

## Issime
- Museo parrocchiale di Issime[3][4]

## Jovençan
- Maison des anciens remèdes

## La Magdeleine
- "La Magdeleine in miniatura"

## La Salle
- Casa museo "Maison Plassier"
- Museo etnografico L'homme et la pente
- Museo parrocchiale, nella chiesa di San Cassiano[5][6]

## La Thuile
- Maison Musée Berton, casa museo di Robert Berton, nel villaggio di Entrèves
- La miniera dell'argento, presso la Maison Debernard
- Museo parrocchiale

## Lillianes
- Museo della castagna

## Morgex
- Biblio-Museo del fumetto
- Museo parrocchiale di Morgex

## Nus
- Osservatorio astronomico della Regione Autonoma Valle d'Aosta
- museo parrocchiale di arte sacra  nella chiesa di Saint-Barthélemy[7]
- museo di Carlo Tassi

## Oyace
- Mostra permanente "Benvenuti a Oyace, ieri e oggi"

## Perloz
- Mostra L'école d'autrefois
- Museo della Resistenza Brigata Lys

## Pont-Saint-Martin
- Museo del Ponte Romano

## Rhêmes-Saint-Georges
- Museo parrocchiale

## Saint-Marcel
- Centro di documentazione Viviminiera

## Saint-Nicolas
- Centre d'études francoprovençales René Willien, a Fossaz-dessus
- Museo Jean-Baptiste Cerlogne, in località La Cure
- Museo Gerbore e mostra "L'epoca dei Pionieri", a Lyveroulaz

## Saint-Pierre

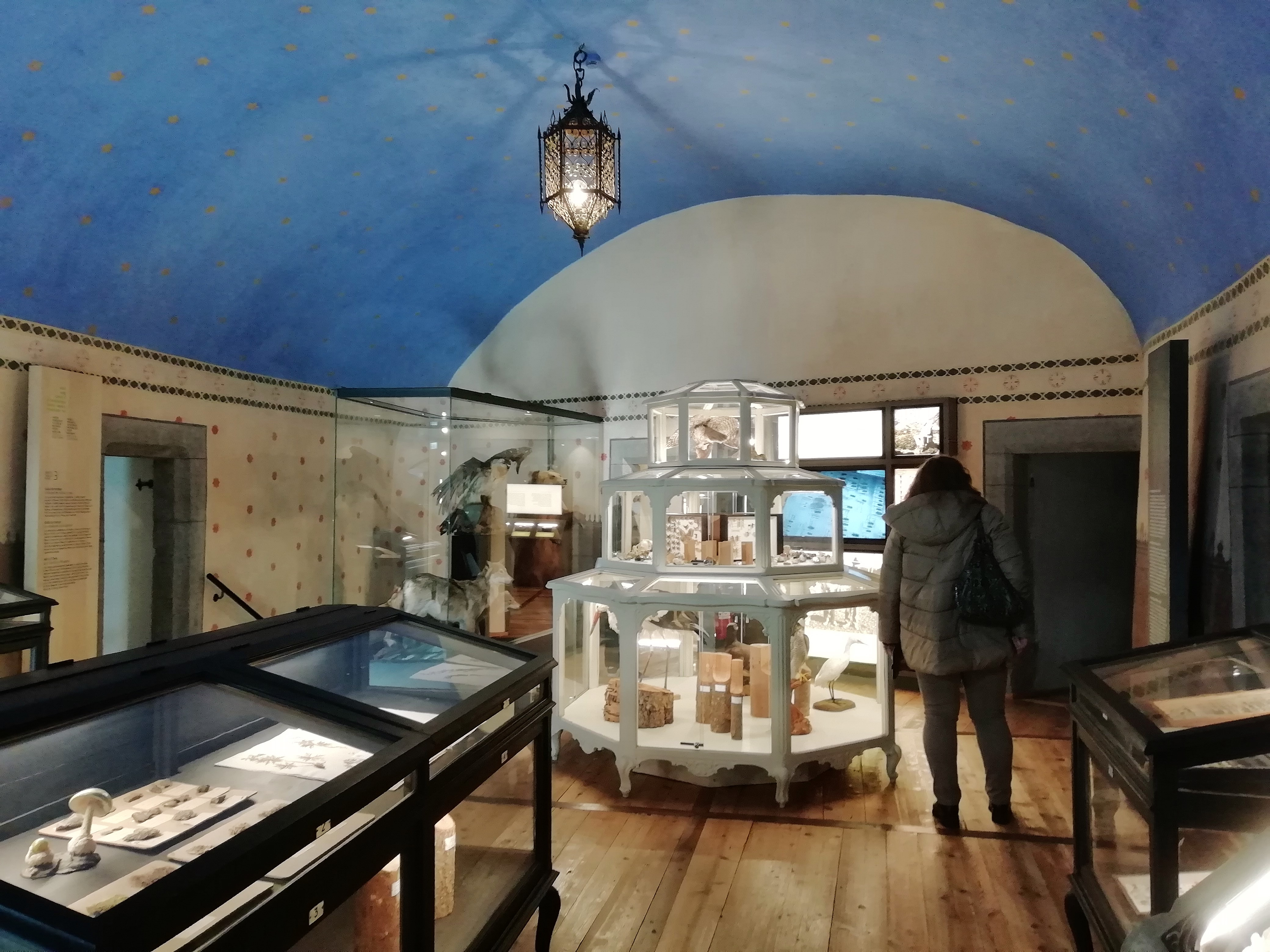
Il Museo regionale di scienze naturali

- Museo regionale di scienze naturali della Valle d'Aosta, presso il castello di Saint-Pierre, in località Tâche

## Saint-Vincent
- Museo mineralogico e paleontologico del Cenacolo Italo Mus, inaugurato nel 1978 e con una collezione di 750 minerali e 170 fossili
- Museo parrocchiale di Saint-Vincent

## Torgnon
- Museo etnografico del Petit-Monde
- Museo parrocchiale

## Valgrisenche
- I tessuti della Valgrisenche: lo Drap
- Museo della Resistenza
- Museo parrocchiale

## Valpelline
- Museo della fontina e centro visitatori
- Museo della Resistenza

## Valsavarenche
- Museo della Resistenza
- Museo etnografico, a Dégioz
- Museo parrocchiale

## Valtournenche
- Maison de l'alpage
- Ecomuseo del Vertice

## Villeneuve
- Centrale idroelettrica di Champagne 1